# Lampur
Lampur is een bestuurslaag in het regentschap Bangka Tengah van de provincie Bangka-Belitung, Indonesië. Lampur telt 4121 inwoners (volkstelling 2010).